# M26 (疏散星團)

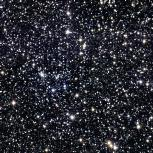
Messier 26

M26或NGC 6694是一個位於盾牌座的疏散星团，在1764年被查尔斯·梅西耶发现，後來被編入星雲星團表。 位置在赤經18h45.2m,赤緯-9°24'。
此星團的直徑約為22光年，距離地球約五千光年，估計有八千九百萬年歷史，最亮星達11.9等。最有趣的是，M26的核心的星比外圍稀疏，很可能是因為有一暗黑星際物質介於M26的核心和地球之間，把一部分星擋著。